# Ericolophium sikkimensis
Ericolophium sikkimensis är en insektsart. Ericolophium sikkimensis ingår i släktet Ericolophium och familjen långrörsbladlöss. Inga underarter finns listade i Catalogue of Life.